# 康津高麗青瓷窯址
康津高麗青瓷窯遺址（：／ Gangjin Goryeo cheongja yoji），位於大韩民国全羅南道康津郡大口面，為高麗王朝時期（918年—1392年）製作高麗青瓷之瓷窯遺址。康津高麗青瓷窯址於1963年1月獲文化財廳指定為韓國史蹟第68號，1994年1月列為世界遺產暫定名單。

## 歷史沿革
在高麗王朝時期，全羅南道康津郡與全羅北道扶安郡有許多瓷窯，今日已發現約400個窯址。特別在康津郡大口面境內的龍雲里（： Yongunni）、桂栗里（： Gyeyulli）、沙堂里（： Sadangni）、水洞里（： Sudongni）地區共有188座窯，數量居韓國之冠，其中98座被指定為歷史遺址。1963年1月，康津高麗青瓷窯址獲文化財廳指定為韓國史蹟第68號。1994年1月列為世界遺產暫定名單。

## 分布
在康津郡境內的龍雲川（韓語：용운천）兩側有密集的窯址，龍雲里有75處窯址較為完好。除少數窯址外，大部分窯址都建於高麗王朝初期，為展示高麗青瓷起源和早期青瓷特徵的重要地區。桂栗里有59處窯址，發現了許多高麗前期和後期的镶嵌青瓷作品。沙堂里有43個窯址，當地位於龍雲川下游較寬闊的土地，但由於河流侵蝕、人為活動而受到嚴重破壞，此地為高麗王朝中期和晚期的窯址，展現高麗青瓷各種特徵變化過程之重要地點，包括鼎盛時期的翡色與鑲嵌青瓷。水洞里為沙堂里南邊的一個村落，有6個窯址，大部分為高麗王朝晚期，青瓷的造型、釉色和技法多樣。